# Epipristis truncataria
Epipristis truncataria är en fjärilsart som beskrevs av Walker 1861. Epipristis truncataria ingår i släktet Epipristis och familjen mätare. Inga underarter finns listade i Catalogue of Life.